# Cristina D'Avena e i tuoi amici in TV 7
Cristina D'Avena e i tuoi amici in TV 7 è una raccolta della cantante Cristina D'Avena pubblicata nel 1994.

## Tracce
1. Cristina D'Avena – T-Rex – 2:45 (testo: A. Valeri Manera – musica: C. Carucci)
2. Cristina D'Avena – Il torero camomillo – 3:03 (testo: Franco Maresca – musica: Mario Pagano)
3. Cristina D'Avena – Una sirenetta innamorata – 3:34 (testo: A. Valeri Manera – musica: C. Carucci)
4. Cristina D'Avena – Cantiamo insieme – 3:42 (testo: A. Valeri Manera – musica: C. Carucci)
5. Cristina D'Avena – Sophie e Vivianne: due sorelle e un'avventura – 3:04 (testo: A. Valeri Manera – musica: C. Carucci)
6. Marco Destro – Power Rangers – 3:11 (testo: A. Valeri Manera – musica: C. Carucci)
7. Cristina D'Avena – Moominland: un mondo di serenità – 4:01 (testo: A. Valeri Manera – musica: V. Draghi)
8. Cristina D'Avena – Il libro della giungla – 3:05 (testo: A. Valeri Manera – musica: C. Carucci)
9. Giampaolo Daldello – Tartarughe Ninja alla riscossa – 3:44 (testo: A. Valeri Manera – musica: V. Draghi)
10. Cristina D'Avena – Il mistero della pietra azzurra – 3:37 (testo: A. Valeri Manera – musica: C. Carucci)
11. Gli amici di Lupin – Lupin, l'incorreggibile Lupin – 3:14 (testo: A. Valeri Manera – musica: C. Carucci)

## Cori
I Piccoli Cantori di Milano diretti da Laura Marcora.